# Соло (река)
Соло (на индонезийски: Bengawan Solo) е река в Индонезия, най-голямата на остров Ява, вливаща се в Яванско море. Дължина – 548 km, площ на водосборния басейн – 16 100 km². Река Соло води началото си на 265 m н.в. от южните склоновете на вулканите Лаву и Мешали и тече предимно в широка, често заблатена долина, като в долното течение силно меандрира. Влива се в южната част на Яванско море, като образува малка делта. Подхранването ѝ е предимно дъждовно и е пълноводна от октомври до май, като по това време на годината силно се разлива. Плавателна е на 200 km от устието, като в този участък коритото ѝ е канализирано и заградено в високи диги. Долината на Соло е гъсто населена и земеделски усвоена. Най-големите селища са градовете Суракарта, Чепу, Боджонегоро. На брега на реката при селището Нгандонг в периода 1931 – 1933 г. са открити останки от първобитни хора (палеоантропи).